# NBA Live 97
NBA Live 97 är det tredje spelet i NBA Live-serien. Omslaget pryds av Mitch Richmond, som då spelade för Sacramento Kings. Spelet utvecklades av EA Sports och släpptes den 1 november 1996. Spelet var det första i NBA Live-serien som släpptes till Sega Saturn.

### Fotnoter
1. ↑  NBA Live '97 (PSX) på Gamefaqs Arkiverad 31 juli 2011 hämtat från the Wayback Machine.
2. ↑  NBA Live '97 (Genesis) på Gamefaqs Arkiverad 3 mars 2012 hämtat från the Wayback Machine.
3. ↑  NBA Live '97 (SNES) på Gamefaqs Arkiverad 5 juni 2012 hämtat från the Wayback Machine.
4. ↑  NBA Live '97 (PC) på Gamefaqs Arkiverad 27 maj 2011 hämtat från the Wayback Machine.
5. ↑  NBA Live '97 (Sega Saturn) på Gamefaqs Arkiverad 25 oktober 2012 hämtat från the Wayback Machine.